# (16031) 1999 FJ10
1999 أف جاي 10 (ويعرف أيضًا باسم (16031) 1999 أف جاي 10 وفق تسمية الكوكب الصغير) (بالإنجليزية: 1999 FJ10)‏ هو كويكب ضمن حزام الكويكبات؛ وترتيبه 16031 من حيث الاكتشاف.
اكتُشف هذا الجُرم الفلكي بواسطة Robert G. Sandness ‏ في 20 مارس 1999.

## وصلات خارجية
- (16031) 1999 FJ10 في قاعدة بيانات مختبر الدفع النفاث لأجرام النظام الشمسي الصغيرة

- الاكتشاف · مخطط المدار ·  العناصر المدارية · المعلمات المادية

- (16031) 1999 FJ10 على موقع ويكي سكاي: DSS2, SDSS, GALEX, IRAS, Hydrogen α, X-Ray, Astrophoto, Sky Map, Articles and images